# Ленора Блум
Ленора Блум (англ. Lenore Epstein Blum, до шлюбу Епштейн; 1942) — американська математик, фахівчиня з загальної алгебри і теорії обчислювальної складності, професор Університету Карнегі-Меллон.

## Життєпис
Ленора Блум народилася 18 грудня 1942 року в Нью-Йорку в єврейській родині. До 9 років відвідувала школу в Нью-Йорку, потім її батько Ірвінг Епштейн зайнявся підприємницькою діяльністю і перевіз сім'ю до Каракасу (Венесуела); мати — Роуз Епштейн — працювала вчителькою.
Під час навчання в Каракасі вона зустріла Мануеля Блума, через кілька років одружилася з ним. Після повернення до США вступила на факультет архітектури Технологічного інституту Карнегі, під час першого року навчання вирішила спеціалізуватися на математиці. Згодом перейшла на навчання в Сіммонс-коледж у Бостоні), потім — в Массачусетський технологічний інститут, в якому в 1968 році здобцла ступінь доктора філософії з математики. Її дисертація називалася Generalized Алгебраїчної Структури: A Model Theoretical Approach.
Після цього працювала викладачкою математики в Університеті Каліфорнії в Берклі. У 1973 році перейшла в Міллс-коледж в Сан-Франциско на посаду викладачки алгебри, а в 1974 році заснувала там факультет математики та інформатики і керувала ним протягом 13 років. Стала однією з перших членкинь Асоціації для жінок-математиків, а з 1975 до 1978 рік була її президентом.
У 1986 році з чоловіком запропонувала алгоритм генерації псевдовипадкових чисел, який став відомим як алгоритм Блум — Блума — Шуба. У 1989 році отримала посаду професора інформатики в Університеті Каліфорнії в Берклі. З кінця 1980-х Ленора Блум працювала над теорією обчислень і обчислювальної складності. Разом з кількома співавторами вона досліджувала питання про те, яким чином ці теорії можуть бути поширені з дискретних об'єктів (таких як натуральні числа і графи) на безперервні (такі як дійсні числа). З допомогою цієї теорії, в 1990 році, спільно зі Стівеном Смейлом, вона довела, що множину Мандельброта не можна розв'язати. У тому ж році вона виступила із запрошеною доповіддю на Міжнародному конгресі математиків в Кіото.
З 1990 по 1992 роки Ленора Блум обіймала пост віцепрезидента Американського математичного товариства. З 1992 до 1997 роки була заступницею директора Інституту математичних досліджень в Берклі. З 1999 року — професор інформатики в Університеті Карнегі-Меллон.
З 2012 року — фелло Американського математичного товариства.
Чоловік Мануель Блум і син Аврім Блум — американські вчені у галузі інформатики.